# Hans-Ertel-Zentrum für Wetterforschung
Das Hans-Ertel-Zentrum (HErZ) für Wetterforschung hat das Ziel der Grundlagenforschung in den Bereichen Wettervorhersage und Klimamonitoring. Es erarbeitet Erkenntnisse, die den Deutschen Wetterdienst (DWD) in die Lage versetzen, Wetterwarnungen und Klimaservices zu optimieren. Dabei soll es die meteorologische Spitzenforschung mit dem DWD vernetzen. Die meteorologische Ausbildung an den Universitäten soll hierdurch gestärkt und die Personalentwicklung in der Forschung des DWD und den anderen Forschungseinrichtungen gesichert werden.

## Arbeitsschwerpunkte und beteiligte Institutionen
Arbeitsschwerpunkte sind:
- Atmosphärendynamik und Vorhersagbarkeit
- Datenassimilation
- Modellentwicklung
- Klimamonitoring und Diagnostik
- Optimale Nutzung von Informationen aus Wettervorhersage und Klimamonitoring für die Gesellschaft und das Querschnittsthema: „Die optimierte Nutzung von adäquaten Beobachtungssystemen“.[1]

Mit der Förderung des DWD arbeiten an folgende Institutionen Arbeitsgruppen als Hans-Ertel-Zentrum in Form eines Netzwerks zusammen:
- Deutscher Wetterdienst
- Ludwig-Maximilians-Universität München
- Max-Planck-Institut für Meteorologie Hamburg
- Goethe-Universität Frankfurt
- Universität Bonn
- Universität Köln
- Max-Planck-Institut für Bildungsforschung Berlin[3][4]

## Geschichte
Im September 2007 wurde vom Wissenschaftlichen Beirat des Deutschen Wetterdienstes das Konzept eines Netzwerkes der bestehenden universitären Forschungsgruppen in Deutschland vorgeschlagen. Ziel sollte ein verbesserter Informationsfluss zwischen der Bundesbehörde DWD und der Forschung sein. Als Namensgeber wurde Hans Ertel gewählt, deutscher Naturwissenschaftler, Pionier der Geophysik, der Meteorologie und der Hydrodynamik.
Im Juni 2010 nahm das neu gegründete HErZ seine Arbeit auf. Zum gleichen Zeitpunkt wurden vom DWD die ersten Forschungsvorhaben ausgeschrieben.